# Littlewater Tarn
Der Littlewater Tarn ist ein See im Lake District, Cumbria, England.
Der See liegt nördlich des Haweswater Reservoir und südlich von Brampton. Der See hat keinen erkennbaren Zufluss und sein unbenannter Abfluss an seiner Nordseite mündet in den Haweswater Beck.